# Helsingfors-Vanda flygplats
För andra betydelser, se Vanda (olika betydelser).
Helsingfors-Vanda flygplats (IATA: HEL, ICAO: EFHK) (finska: Helsinki-Vantaan lentoasema, engelska: Helsinki Airport) är Finlands största internationella flygplats och ligger 19 km norr om Helsingfors centrum, belägen nära stadsdelen Sjöskog i Vanda stad. Flygplatsen kallas fortfarande i folkmun för Sjöskog. Flygplatsen är en betydande knutpunkt för flygtrafik i Finland. Flygplatsen har sedan år 2002 tre landningsbanor, av vilka den längsta är 3 440 meter lång. Varje dag landar i genomsnitt 350 flygplan på flygplatsen. Passagerarantalet är i snitt 50 000 per dag, 19 miljoner per år.
Tack vare sitt geografiska läge globalt är Helsingfors-Vanda ett betydande nav (hubb) i flygtrafiken mellan Europa och östra Asien och Sydostasien. Flygplatsen ligger till exempel mitt på den geografiska storcirkeln mellan London och Peking. Finland har också avtal med Ryssland att få flyga genom landet billigare än andra västländer,[källa behövs] vilka undviker ryskt luftrum. Genom en snabb expansion under de senaste åren har det finska flygbolaget Finnair, utan konkurrens från andra bolag, byggt upp ett betydande ruttnät i Asien. Från Helsingfors-Vanda finns reguljära interkontinentala förbindelser till bland annat Tokyo, Osaka, Nagoya och Fukuoka i Japan; Seoul i Sydkorea; Delhi och Goa i Indien; Bangkok, Phuket och Krabi i Thailand; Peking, Shanghai, Hongkong, Chongqing, Xi'an, Guangzhou och Nanjing i Kina; och Singapore.
Helsingfors-Vanda flygplats är hemmaflygplats för flygbolagen Finnair och Nordic Regional Airlines utöver Norwegian flyger till destinationer i Finland och utomlands. Bland utländska flygbolag med regelbunden trafik till Helsingfors-Vanda finns Aeroflot, Airbaltic, BRA, British Airways, Czech Airlines, flydubai, Icelandair, KLM, Lufthansa, Japan Airlines, Qatar Airways, SAS, Turkish Airlines och Widerøe. Flygplatsen har många hotell runt sig.
Flygplatsen drivs av det statliga bolaget Finavia.

## Kommunikationer

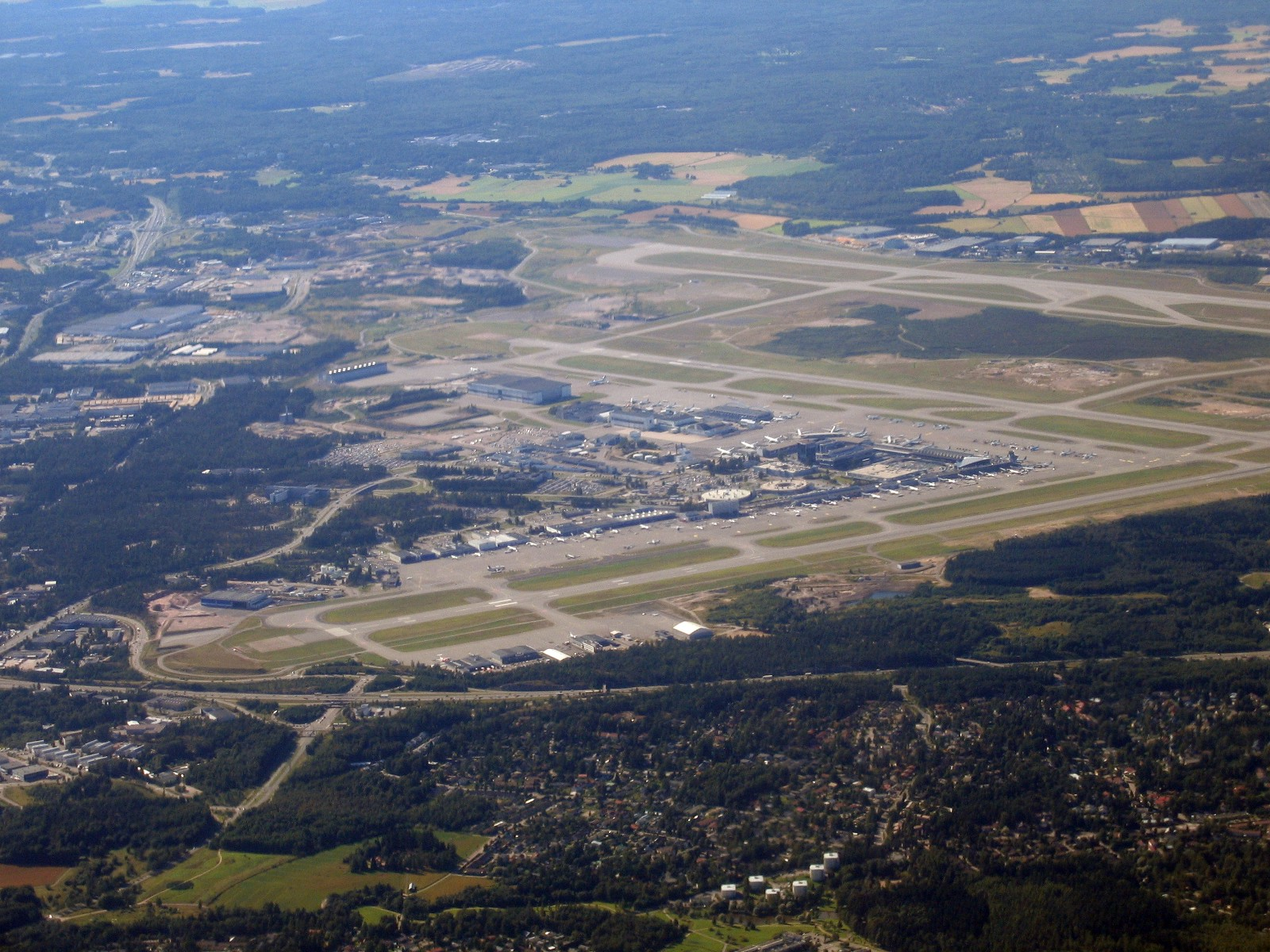
Flygplatsens fotograferat från ett flygplan.

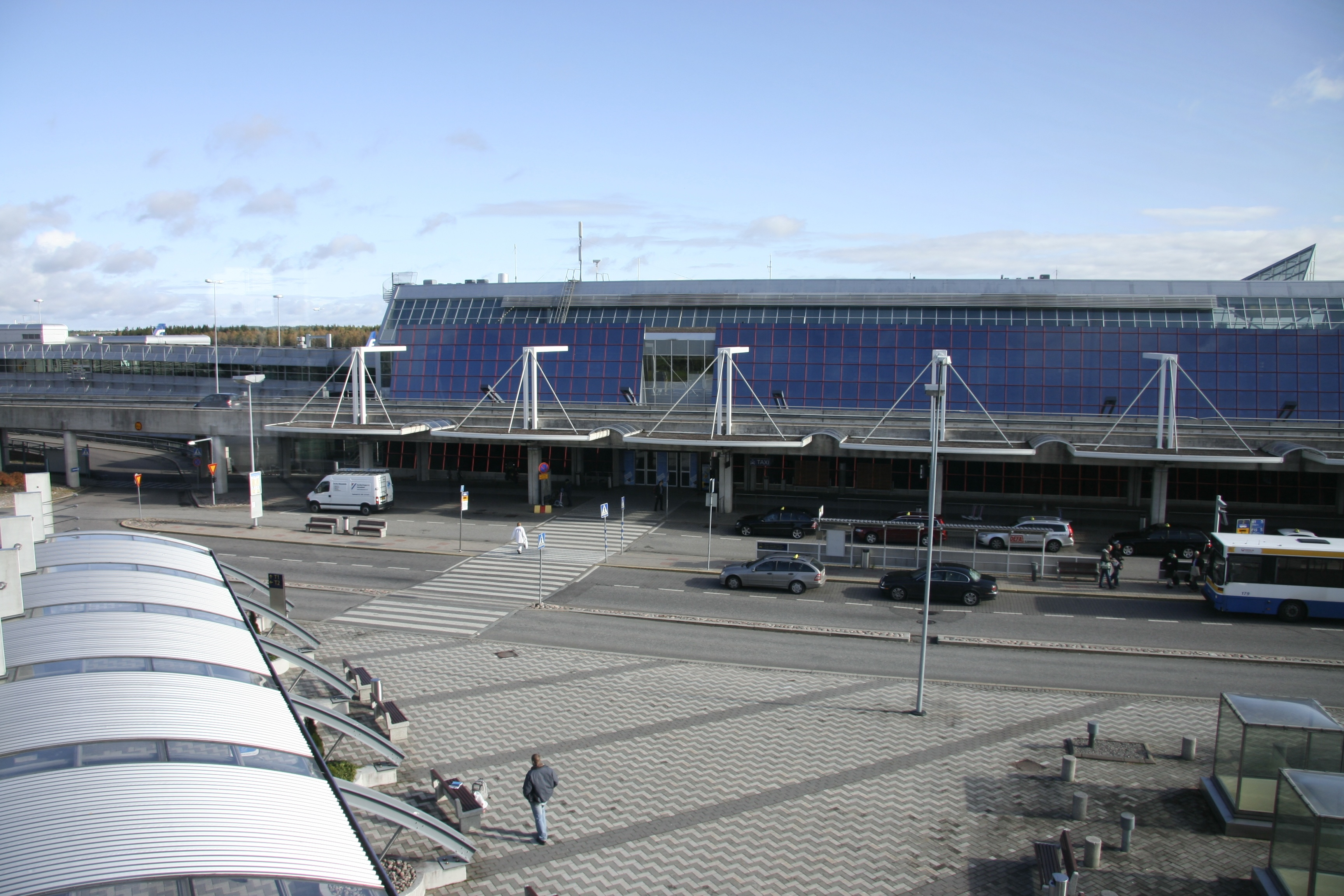
Terminal 1.

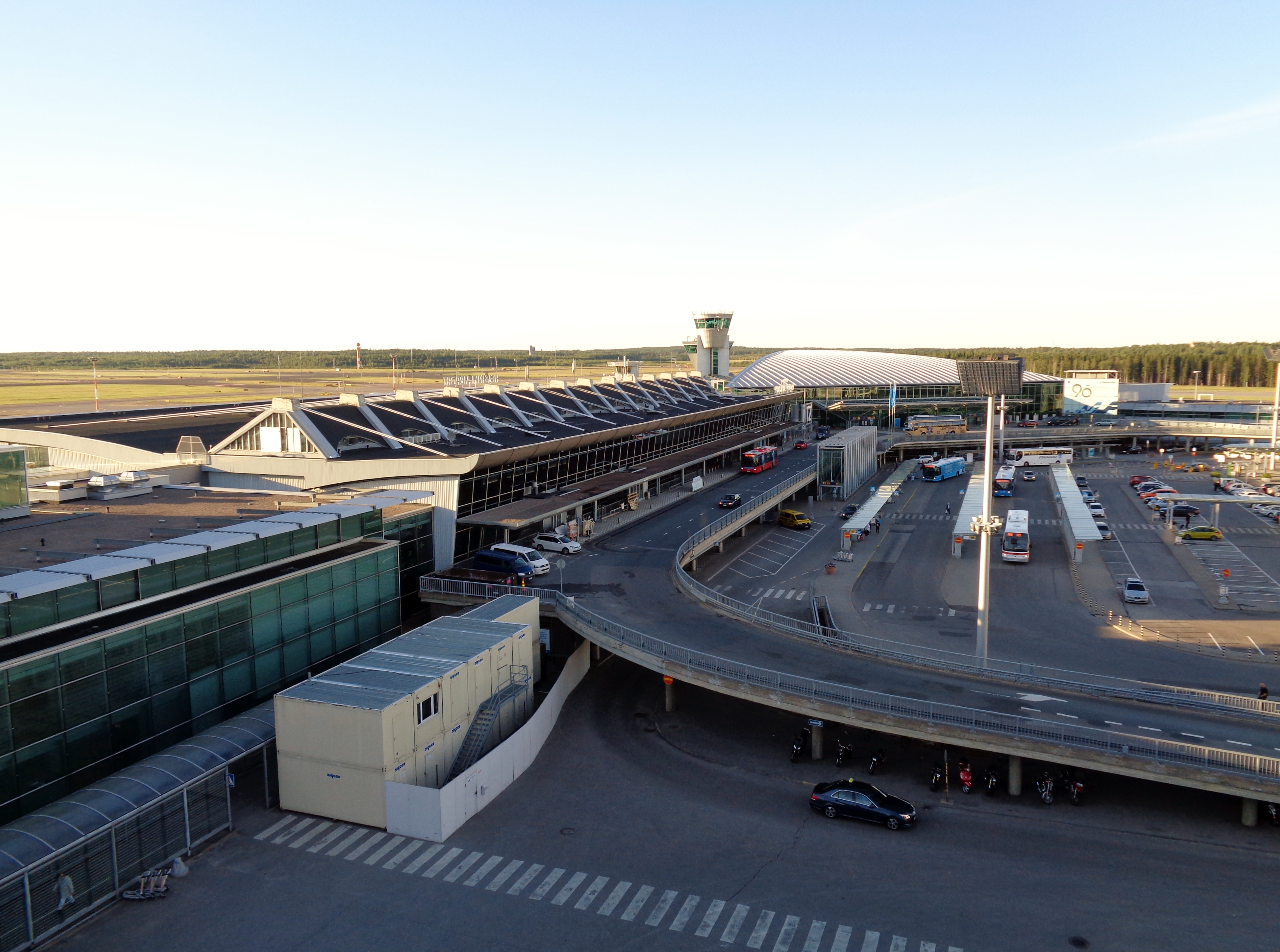
Terminal 2.

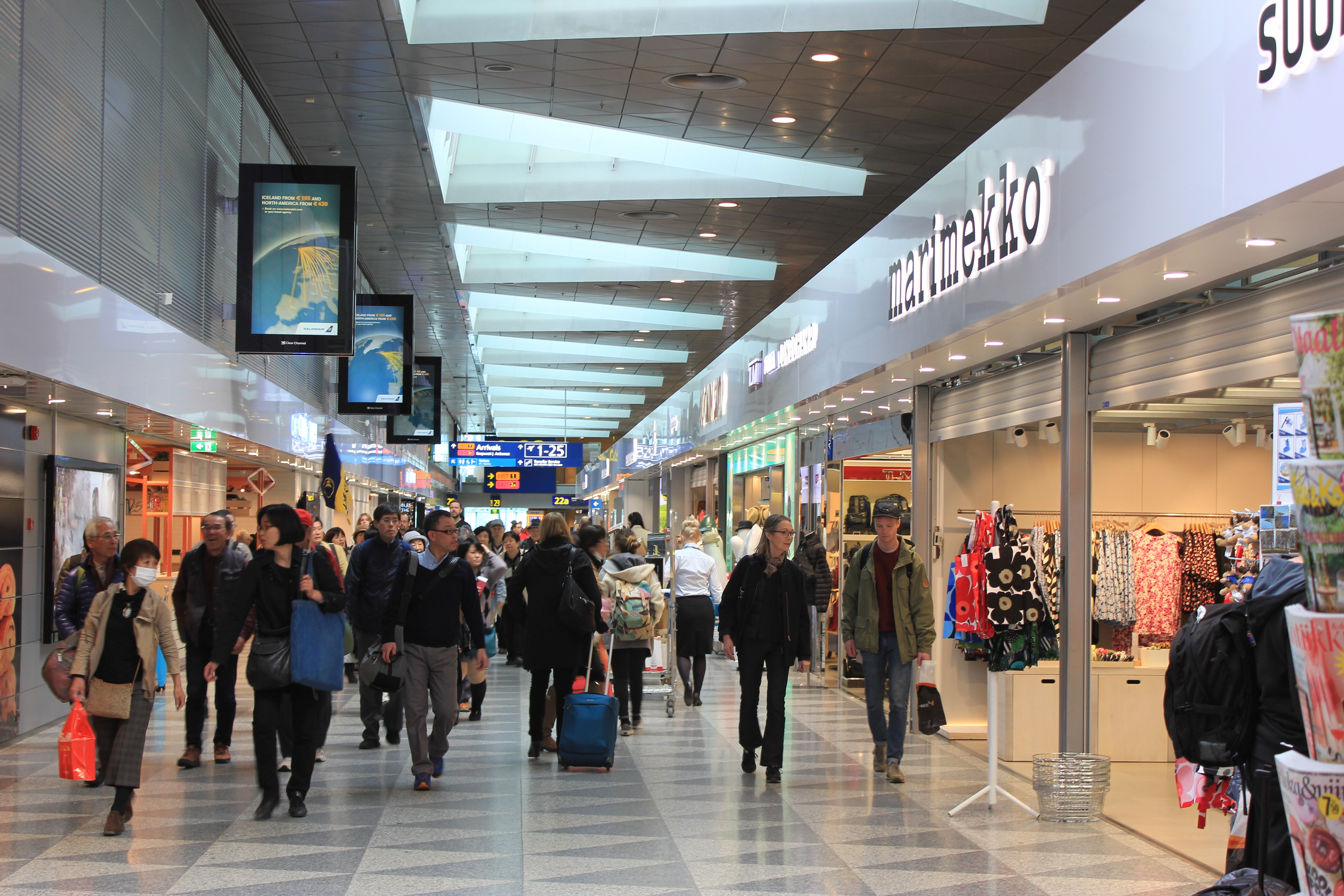
Insidan av flygplatsen.

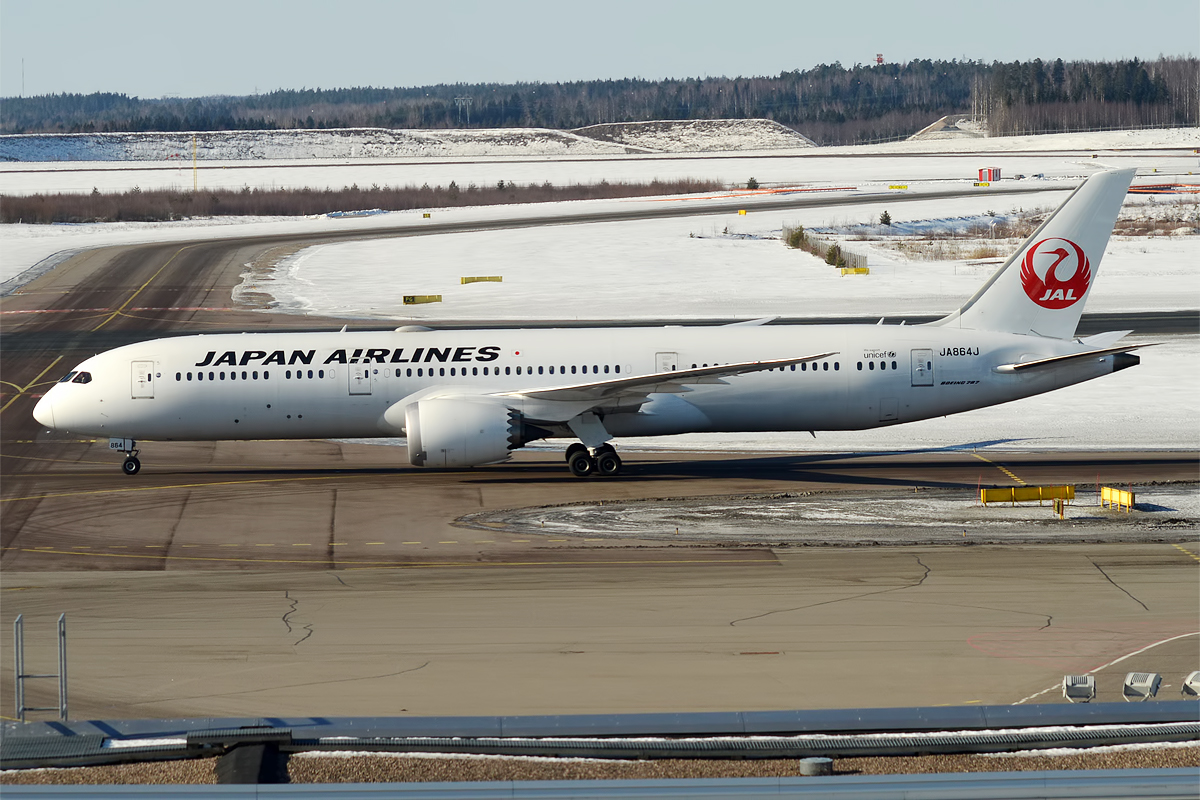
Ett flygplan på ett vintrigt Helsingfors-Vanda.

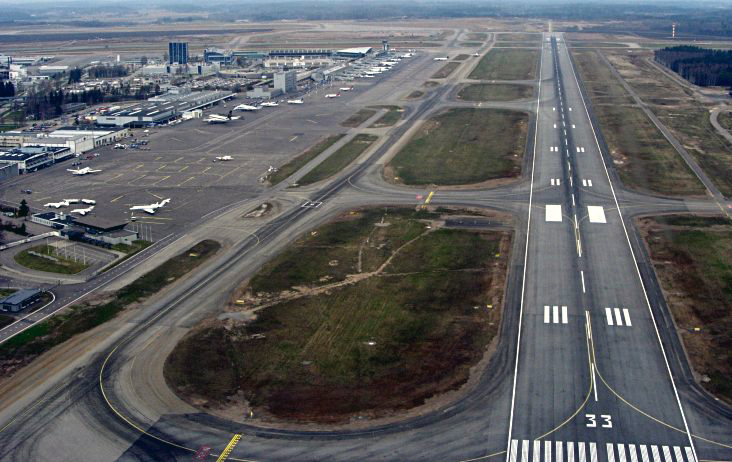
Landningsbana 15/33.

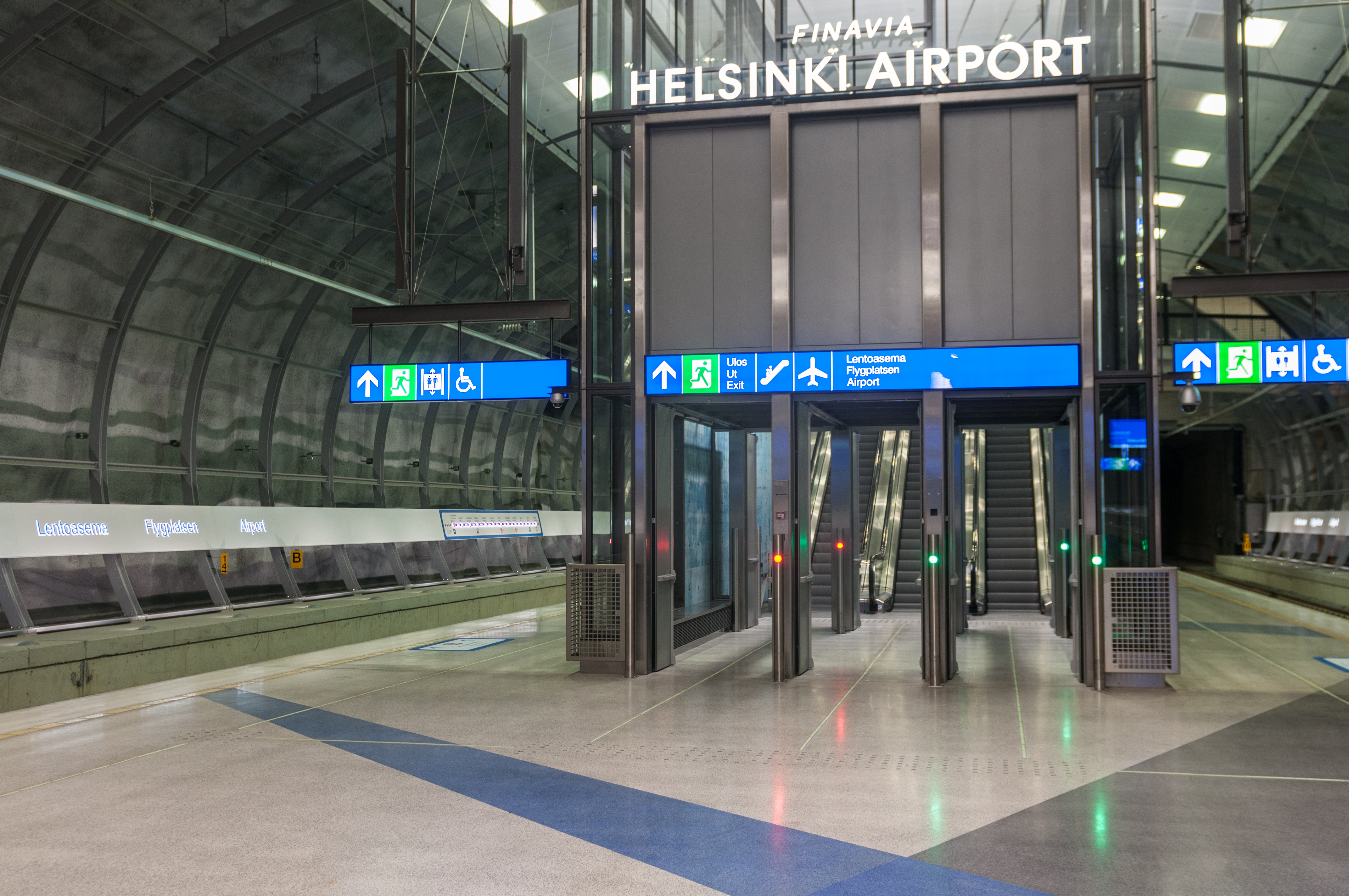
Flygplatsens järnvägsstation.

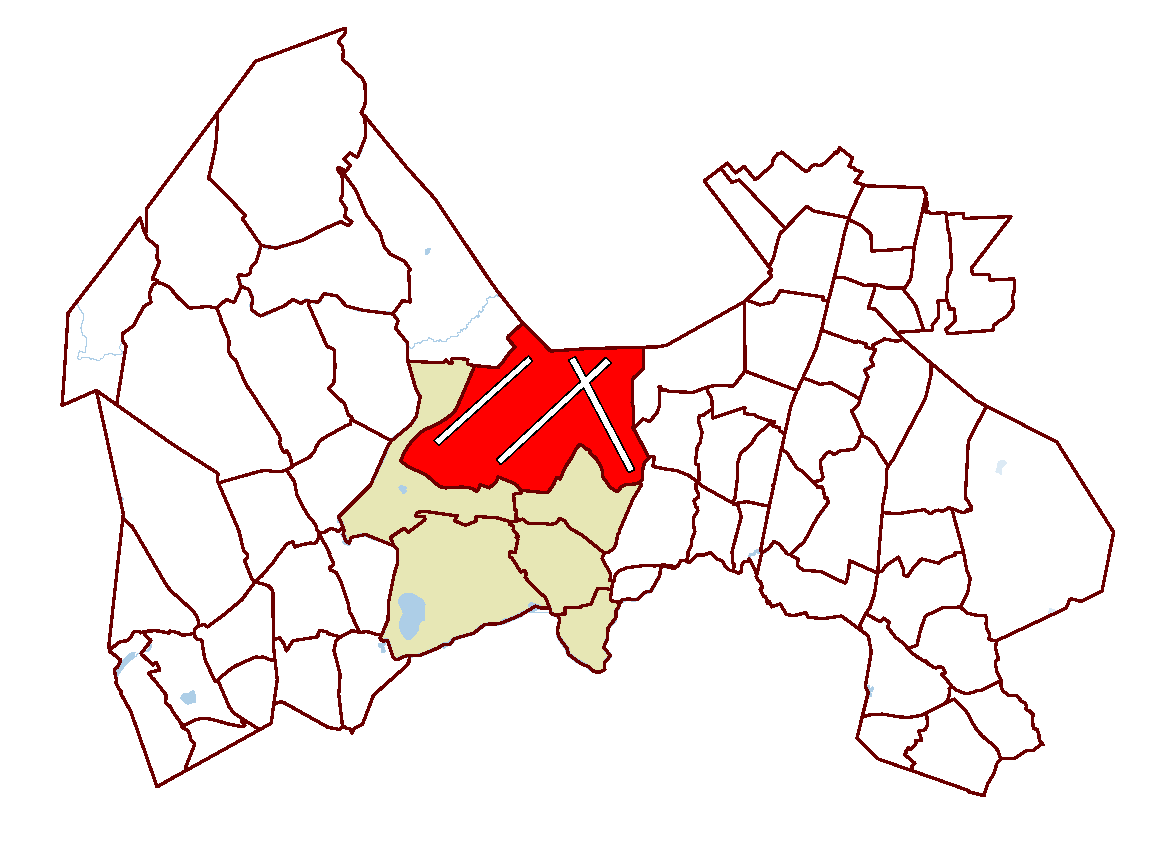
Flygplatsens läge i Vanda stad.

### Tåg
Från Flygplatsens järnvägsstation går lokaltåg till Helsingfors centralstation med Huvudstadsregionens närtrafik med linjerna I och P. Resan tar 27–32 minuter med stopp i bland andra Vandas centralstation Dickursby, där alla fjärrtåg mellan Helsingfors och norra, mellersta och östra Finland stannar, samt tåg från Sankt Petersburg. Tågen stannar även i Böle, där alla tåg från Helsingfors stannar.

### Bussar
En direkt flygbuss går från Elielplatsen vid Helsingfors centralstation via Scandic Park Helsinki. Det finns också reguljär busstrafik med bland andra Tammerfors, Åbo och Lahtis.

### Bil
Flygplatsen ligger vid den yttre omfartsleden Ring III och mellan de norrgående motorvägarna Riksväg 3 till Tammerfors och Stamväg 45 till Tusby.

## Service

### Information
Finavia har information och parkeringskassa i gången mellan terminal 1 och 2 (öppet dygnet runt). I avgångshallarna är det flygbolagen som har hand om informationen och deras ställen heter Transfer Service.

### Flygplatshotell
Det finns många olika hotell runt om flygplatsen. Några av dem är:
- Hilton Helsinki-Vantaa Airport är ett förstaklasshotell, beläget 150 meter från terminalen, man kommer dit via en tunnel.
- Scandic Helsinki Airport ligger mellan Hilton och terminalen.
- Glo Hotel Airport är ett hotell ligger inne i flygplatsterminalen.
- Cumulus Airport ligger två kilometer från flygplatsen.

Det finns även andra hotell strax utanför terminalområdet, som nås till exempel med gratis transferbuss.

### Butiker, restauranger och övriga tjänster
Det finns många olika saker man kan göra i Helsingfors-Vanda. Man kan t.ex. shoppa, vila sig i en sovkapsel, äta på restaurang/café, träna, kolla in konst, få andlig hjälp m.m.
Några exempel på butiker är:
- R-kioski (finns flera)
- Starbucks (finns flera)
- Burger King (finns flera)
- Victorias Secret
- Helsinki Duty Free

Finlands första flygplatspräst – Hanna Similä – började sitt jobb i mars 2023.

## Terminaler
Flygplatsen har sedan 2022 en terminal. Tidigare hade Helsingfors-Vanda två terminaler men i och med att nyaste terminalsbyggnaden togs ibruk 2022 upphörde konceptet med två terminaler. Delar av tidigare 1 och 2 terminalernas utrymmen frigjordes för passagerar och anställdas bruk. 
Terminal 1 och 2 ligger båda två i samma byggnad, dock ligger incheckningshallarna T1 och T2 rätt långt ifrån varandra. Från och med 2009 är terminalindelningen ändrad, och terminalen bestäms enligt flygbolag. Tidigare var T1 inrikes- och T2 utrikesterminal.

### Terminal 1 (T1)
T1, tidigare inrikesterminalen, är den mindre terminalen som byggdes 1993. Den har en incheckningshall och en bagagehall. Terminal 1 används av Star Alliances medlemmar. Till dem hör bland annat SAS och Lufthansa men även bl.a. airBaltic använder T1.

### Terminal 2 (T2)
T2, tidigare utrikesterminalen, är den större terminalen och har tre avdelningar för incheckning och två bagagehallar. T2 används av medlemmar av oneworld, Skyteam och charterflyg. Till dessa hör bl.a. Finnair och British Airways.
Terminal 2 är sedan 2009 utvidgad för att möta Asien-trafikens växande behov. Därifrån avgår alla flyg med destination utanför Schengen-området. 2013 lanserade Finavia ett utvecklingsprogram för flygplatsen. Just nu håller man på med bl.a. att utvidga Terminal 2 och att bygga en ny satellitterminal. Detta ska kosta 90 miljoner euro och ska stå färdigt 2020. Investeringen gör det möjligt för större passagerarmängder på flygplatsen, 20 miljoner per år beräknar man att ta emot då flygplatsen är klar.

### VIP President-terminalen
Flygplatsens VIP-terminal ligger i en separat byggnad tämligen långt ifrån de allmänna terminalerna (). Den används vid statsbesök och av andra betalande privatpersoner och företag. Man kan flyga reguljärflyg och få egen incheckning, säkerhetskontroll och lounge och bli skjutsad till planet. Privata jetplan kan parkera bredvid terminalen.

### Fraktterminaler
Det finns olika företag som bedriver frakt och logistikverksamhet på flygplatsen. DHL och Finnair Cargo har egna fraktterminaler på flygplatsen.

## Transfer och ankomst
Att byta flygplan är väldigt lätt på Helsingfors-Vanda flygplats. Bagaget anländer till följande hallar:
- Ankomsthall 1 Flyg från terminal 1
- Ankomsthall 2A Flyg från terminal 2
- Ankomsthall 2B Fjärrtrafik

Normalt går bagaget hela vägen till destinationen om man mellanlandar. Dock ska Finska Tullverkets reseransoner beaktas.

## Flygbolag och destinationer
Inrikes
| Flygbolag                               | Destinationer                                                                        |
| --------------------------------------- | ------------------------------------------------------------------------------------ |
| Air100                                  | Björneborg                                                                           |
| Finnair                                 | Ivalo, Joensuu, Kittilä, Kuopio, Kuusamo, Tammerfors, Rovaniemi, Uleåborg, Vasa, Åbo |
| Flybe Nordic                            | Jyväskylä, Kajana, Kemi/Tornio, Jakobstad, Mariehamn, Nyslott, Varkaus               |
| Norwegian                               | Uleåborg, Rovaniemi Säsong: Ivalo, Kittilä                                           |
| Scandinavian Airlines (utförs av Blue1) | Säsong: Kittilä, Kuusamo                                                             |

Utrikes
| Flygbolag                               | Destinationer |
| --------------------------------------- | --- |
| Aer Lingus                              | Dublin [säsong] |
| Aeroflot                                | Moskva-Sheremetyevo |
| airBaltic                               | Riga |
| American Airlines                       | Säsong: Chicago-O'Hare |
| Arkia Israel Airlines                   | Säsong: Tel Aviv |
| Belavia                                 | Minsk |
| British Airways                         | London-Heathrow |
| Finnair                                 | Amsterdam-Schiphol, Bangkok-Suvarnabhumi, Barcelona, Berlin-Tegel, Bryssel, Budapest, Chongqing, Delhi, Düsseldorf, Frankfurt, Genève, Göteborg-Landvetter, Hamburg, Hongkong, Istanbul, Jekaterinburg, Kiev, Krakow, Köpenhamn-Kastrup, Lissabon, Ljubljana [säsong], London-Heathrow, Madrid, Manchester, Milano-Malpensa, Moskva-Sheremetyevo, München, Nagoya, New York-JFK, Osaka-Kansai, Oslo-Gardermoen, Paris-Charles de Gaulle, Peking, Prag, Riga, Rom-Fiumicino, Shanghai-Pudong, Seoul-Incheon, Singapore, S:t Petersburg, Stockholm-Arlanda, Stockholm-Bromma, Tallinn, Tel Aviv, Tokyo-Narita, Vilnius, Warszawa, Wien, Yekaterinburg, Zurich Säsong: Alanya(sommaren 2014), Antalya, Bergen, Biarritz (sommaren 2014), Dubai, Dubrovnik, Hanoi, Krakow, Ljubljana, Nice, Palma de Mallorca, Pisa (sommaren 2014), Toronto, Vendedig, Xi'an |
| Finnair (flygs av Flybe Nordic)         | Berlin-Tegel, Bryssel, Budapest, Köpenhamn-Kastrup, Düsseldorf, Frankfurt, Geneve, Göteborg, Hamburg, Manchester, München, Oslo, Riga, Prag, Sankt Petersburg, Stockholm-Arlanda, Stockholm-Bromma, Tallinn, Wien, Vilnius, Warszawa, Zürich Säsong: Tromsö (inleds 1 januari 2014) |
| Flybe Nordic                            | Norrköping, Tartu Säsong: Visby |
| Germanwings                             | Berlin-Tegel |
| Gotlandsflyg (flygs av Golden Air)      | Säsong: Visby |
| Icelandair                              | Reykjavik-Keflavik |
| Japan Airlines                          | Tokyo-Narita |
| KLM                                     | Amsterdam-Schiphol |
| LOT Polish Airlines                     | Warszawa (börjar 30 mars 2014) |
| Lufthansa                               | Frankfurt, München |
| Norwegian Air Shuttle                   | Alicante, Aten, Barcelona, Budapest, Köpenhamn-Kastrup, Dublin, London-Gatwick, Madrid (börjar 4 juni 2014), Málaga, Oslo, Paris-Orly, Rom, Stockholm-Arlanda Säsong: Burgas, Chania, Corfu, Dubrovnik, Gran Canaria, Nice, Palma de Mallorca, Prag, Rhodos, Salzburg, Split, Teneriffe, Venedig |
| S7 Airlines                             | Moskva-Domodedovo (Börjar 26 april 2014) |
| Scandinavian Airlines                   | Köpenhamn-Kastrup |
| Scandinavian Airlines (utförs av Blue1) | Köpenhamn-Kastrup, Nice, Oslo, Stockholm-Arlanda Säsong: Geneve, Split |
| SunExpress                              | Säsong: Izmir (Börjar 1 maj 2014) |
| TAP Air Portugal                        | Lissabon |
| TUIfly                                  | Säsong: Hannover |
| Turkish Airlines                        | Istanbul |
| Ukraine International Airlines          | Kiev |
| Vueling                                 | Säsong: Barcelona |

## Myndigheter och säkerhet
Alla myndigheter och säkerhetsorgan, utom polisen, bemannar flygplatsen dygnet runt.

### Gränsbevakning
Gränsbevakningsväsendet utför alltid passkontroll på resor till/från ett land som inte är med i Schengensamarbetet. De ansvarar även för gränssäkerheten och motsvarande arbete till svensk gränspolis. Gränsbevakarna har liknande befogenheter till den finska polisen.

### Tullen
Finska tullen genomför tullkontroll och har kontrollokaler i ankomsthallen. De genomför kontinuerligt tullkontroll och de som mellanlandar/bagage från utanför Schengen-området.
De kan även göra kontroll på passagerare från EU-länder. Inrikes resenärer måste också passera tullfiltret.

### Polisen
Polisens flygplatsenhet bedriver polisverksamhet och utfärdande av nödpass.

### Säkerhetskontroll
Upphandlade säkerhetsföretag tar hand om säkerhetskontroll och även viss bevakning. 

### Räddningstjänst
Finavia har hand om flygräddningstjänsten.

## Historia
Helsingfors-Vanda flygplats invigdes 1952 till OS i Helsingfors för att ersätta Helsingfors-Malm flygplats, som inte kunde byggas ut på grund av dåliga markförhållanden. Flygplatsen kallades ursprungligen Helsingfors flygstation och ibland även Sjöskog flygfält efter den by i dåvarande Helsinge kommun (från 1972 Vanda stad), där den byggdes.
De ursprungliga flygplatsbyggnaderna av trä ersattes 1969 med en modern terminal, som fortfarande idag är kärnan i terminalkomplexet. 1977 fick flygplatsen sitt nuvarande namn.
Flygplatsen hade en utrikesterminal (med tre sektioner) och en inrikesterminal, byggd 1993. Denna indelning slopades dock 2010 och idag sker indelningen efter flygbolag. Alla Star Alliance flyg går t.ex. från terminal 1, medan Oneworld och SkyTeam går från terminal 2 För frakttrafiken finns två terminaler och för affärsflyg en särskild terminal.
Den första landningsbanan (04/22) kompletterades 1956 med en tvärbana (15/33). En ny parallellbana (04L/22R) invigdes 2002. Alla banor utom tvärbanan norrut är utrustade för ILS-inflygning. Flygplatsen trafikeras dagligen av plan i storleksklassen Airbus A330 och A340 samt regelbundet av fraktplan som Boeing 747 och Antonov An-124.

### Omfattande utvidgning av utrikesterminalen på Helsingfors-Vanda flygplats 2006–2009
Finavia inledde arbetet med att utvidga Helsingfors-Vandas utrikesterminal samt byggandet av ett nytt område för bagagehantering  i mitten av september år 2006. Utbyggnaden kommer i första hand att uppfylla behoven för Fjärran östern-trafiken. Byggarbetet slutfördes under hösten 2009.
Efter utvidgningen har Helsingfors-Vanda flygplats åtta passagerarbryggor för breda flygplan istället för de fem bryggor som fanns tidigare. Av de dåvarande bryggorna var det bara två som hade plats för de nya Airbus A340 och 350–flygplanen.
Byggnaden är byggd i tre våningar varav de två nedersta är avsedda för bagagehantering, bussgater (3 st), tekniska utrymmen samt för en brandstation.
De nedersta våningarna av utbyggnaden inrymmer hanteringen av största delen av bagaget för flygplatsens utrikestrafik. Till den tillbyggda terminaldelen byggdes en transporttunnel för bagaget till de gamla terminalutrymmena.
Byggnaden har en yta på 37 000 brm², varav 20 000 brm² för utrymmen för bagagehantering. Man byggde ny stationsyta som omfattar 45 000 m², och 120 000 m² av den nuvarande stationsytan renoverades. Transporttunneln som byggdes kommer att är 300 m lång.
När den utvidgade utrikesterminalen stod klar beräknades det att den årligen kommer att kunna klara av 15 miljoner passagerare och 13,5 miljoner bagage. Å 2006 var antalet flygpassagerare omkring 11,5 miljoner per år och bagaget uppgick till 8,5 miljoner.
Hela projektet kostade enligt planeringens kalkyler 143 miljoner euro, varav mer än hälften investerades i det nya området för bagagehantering. Projektet var luftfartverket Finavias största investering någonsin.

## Statistik
Sökfråga på wikidata efter rådata.